# Capilla de la Concepción Ixnahualtongo
La capilla de la Concepción Ixnahualtongo es un edificio religioso de la ciudad de México, ubicado al sureste de su centro.

## Ubicación
Se encuentra en la calle de Ixnahualtongo, que tomó su nombre del rumbo. A una cuadra al norte se encuentra el Mercado de Sonora, y una al oeste está la calzada de la Viga.

## Historia
Según consta en el mapa de Carrara Stampa, el barrio de Ixnahualtongo (o en el mapa escrito como Ixtahualtonco) era uno de varios de los que componían la demarcación de Zoquiapan, y estaba ubicado junto a la acequia que después sería renombrada como "de la Viga" (también Canal Real/Nacional). Otra acequia corría de oriente a poniente, llamada de San Antonio Abad por después asentarse en su orilla la iglesia homónima (actual calle de Chimalpopoca). Otra forma que consta del nombre del barrio es "Huitzanhualtoco", y se dice que aquí se elaboraban las imágenes de Huitzilopochtli. Tras la conquista y despoblación de la ciudad, pasó a ser un área casi despoblada. En el plano de García Conde sólo aparece un caserío, ni siquiera aparece la iglesia o una alusión al nombre del barrio. No es sino hasta el siglo XX que se ve al rumbo unido con la ciudad.
El barrio, parte de la colonia Merced Balbuena (creada hasta 1940), no tiene buena fama, y tampoco la tuvo en el pasado. Las construcciones eran apretadas e incómodas, mojadas por los aún descubiertos canales, y los tiraderos y muladares abundaban tanto aquí como en el no lejano barrio de San Agustín Zoquipa.
De la capilla en sí sólo sabemos que debió haberse levantado a inicios del siglo XVII. Por lo retirado y miserable del barrio, ha caído varias veces en aparente abandono por falta de mantenimiento, siendo reconstruida en el siglo XVIII y de nuevo casi totalmente en el siglo XIX. Se sabe que en el siglo XX volvió a caer en el mismo estado, pero hoy se le ve decentemente conservada, en especial en comparación a otras construcciones del barrio.

## Descripción
Es un pequeño templo de planta cruciforme, con una sencillísima fachada barroca y un humilde campanario de un cuerpo a la derecha de la fachada. Goza de un estrecho atrio con un portal triple y rejas de hierro corriente protegiéndola. El frontispicio es liso, con su puerta de arco de medio punto, y una pequeña ventana de igual forma para dar luz al coro. 
El interior es bastante sólido, quizá razón de por qué el abandono no la ha echado en tierra. Tres arcos soportan el techo del presbiterio.